# Zaischnopsis ophthalmica
Zaischnopsis ophthalmica is een vliesvleugelig insect uit de familie Eupelmidae. De wetenschappelijke naam is voor het eerst geldig gepubliceerd in 1896 door Ashmead als Ischnopsis ophthalmica.